# Saison 1 de The Philco Television Playhouse
Cet article présente le guide des épisodes de la première saison de la série télévisée The Philco Television Playhouse.

## Épisode 1:Les Invités de huit heures
- États-Unis : 3 octobre 1948 sur NBC

## Épisode 2:Rebecca
- États-Unis : 10 octobre 1948 sur NBC

## Épisode 3:Le Grand Avocat
- États-Unis : 17 octobre 1948 sur NBC

## Épisode 4:Angel in the Wings
- États-Unis : 24 octobre 1948 sur NBC

- Grace Hartman (Nettie)
- Paul Hartman (Horace)
- Hank Ladd

## Épisode 5:Street Scene
- États-Unis : 31 octobre 1948 sur NBC

## Épisode 6:La Mariée célibataire
- États-Unis : 7 novembre 1948 sur NBC

## Épisode 15:Cyrano de Bergerac
- États-Unis : 9 janvier 1949 sur NBC

- José Ferrer (Cyrano de Bergerac)
- Ernest Graves (Christian de Neuvillette)
- Frances Reid (Roxane)
- Robert Carroll (Le Bret)

## Épisode 17:Orgueil et Préjugés
- États-Unis : 23 janvier 1949 sur NBC

- Madge Evans (Elizabeth Bennet)
- John Baragrey (Fitzwilliam Darcy)
- Viola Roache
- Louis Hector

Pour les articles homonymes, voir Orgueil et Préjugés (homonymie).

## Épisode 31:Macbeth
- États-Unis : 1er mai 1949 sur NBC

- Walter Hampden (Macbeth)
- Joyce Redman (Lady Macbeth)
- Leo G. Carroll (Duncan)
- Walter Abel

## Épisode 32:Roméo et Juliette
- États-Unis : 15 mai 1949 sur NBC

- Kevin McCarthy (Romeo)
- Patricia Breslin (Juliet)
- Robert Gerringer
- William Windom